# Topola Ridge
Der Topola Ridge (englisch; bulgarisch хребет Топола chrebet Topola) ist ein 9 km langer, schmaler, größtenteils vereister und bis zu 1500 m hoher Gebirgskamm an der Davis-Küste des Grahamlands auf der Antarktischen Halbinsel. Er ragt 15,5 km südsüdöstlich des Havilland Point an der Nordwestseite des Detroit-Plateaus auf. Südlich grenzt er an die Zabernovo Bastion, erstreckt sich nordwärts zum Matov Peak und endet im Hargrave Hill. Einige der Zuflüsse des Wright-Piedmont-Gletschers liegen südwestlich, der Temple-Gletscher nördlich und östlich von ihm.
Britische Wissenschaftler kartierten ihn 1978. Die bulgarische Kommission für Antarktische Geographische Namen benannte ihn 2016 nach der Ortschaft Topola im Nordosten Bulgariens.